# Colona poilanei
Colona poilanei é uma espécie de angiospérmica da família Tiliaceae.
Apenas pode ser encontrada no seguinte país: Vietnam.